# Shiqihua
Shiqihua is een Kantonees dialect en wordt voornamelijk gesproken door ongeveer 160.000 mensen in het district Shiqi van de Kantonese/Guangzhounese stadsprefectuur Zhongshan. Het lijkt sterk op het Guangzhouhua/Standaardkantonees, maar heeft een paar kenmerkende verschillen. Zo kunnen Shiqinezen het Guangzhouhua verstaan, maar de Guangzhounezen en Hongkongers verstaan niet altijd het Shiqihua. Shiqihua heeft een eigen vocabulaire waardoor de twee dialectgroepen elkaar niet altijd verstaan. De grootste kenmerk van Shiqihua is dat de toonhoogtes van hanzi anders zijn dan Guangzhouhua.
- Sino-Tibetaanse talen
  - Chinese talen
    - Kantonees
      - Shiqihua

## Klankverschuivingen van Guangzhouhua naar Shiqihua
- [ eːi ]→[ iː ]
- [ ɵy ]→[ yː ]
- [ ou ]→[ uː ]

- [ biːn ]→[ miːn ]

Voorbeeld:
- [ neːi hɵy piːn dou ]→[ niː hyː miːn duː ] (Waar ga je heen?/你去边度？)

## Andere vocabulaire
In Guangzhouhua is [ fɐn kaːuw]/瞓觉 slapen en in het Shiqihua is dat [ mɐi kaːuw]/咪觉.
In Guangzhouhua is [ thɐu siːn ]/头先 eerst en in het Shiqihua is dat [ kɐn siː ]/紧司.